# ديريك نيبارد
ديريك نيبارد (من مواليد 1931 - وتوفي في 28 يوليو 2017) كان حكم كرة قدم إنجليزي. كان الحكم في نهائي كأس الاتحاد الإنجليزي 1978.